# Яда, Лена
Ле́на Я́да (англ. Lena Yada; 12 ноября 1978, Гонолулу, Гавайи, США) — американская актриса, фотомодель, серфер и рестлер.

## Биография
Лена Яда родилась 12 ноября 1978 года в Гонолулу (штат Гавайи, США), но в настоящее время она проживает в Лос-Анджелесе (штат Калифорния).

## Карьера
Лена начала свою карьеру в качестве актрисы и фотомодели в начале 2000-х годов и стала известна в 2002 году после участия в «Ms. Venus Swimwear». Яда наиболее известна как рестлер — её дебютный матч состоялся 4 января 2008 года.

## Личная жизнь
С 25 сентября 2011 года Лена замужем за музыкантом Дэвидом Дрэйманом (род.1973). У супругов есть сын — Сэмюэль Беар Исаму Дрэйман (род. 12 сентября 2013).